# Михайловка (Глодосская сельская община)
Михайловка (укр. Михайлівка) — село в Глодосской сельской общине Новоукраинского района Кировоградской области Украины.
Население по переписи 2001 года составляло 74 человека. Почтовый индекс — 27123. Телефонный код — 5251. Код КОАТУУ — 3524084303.